# عشرب ثلاثي العروق
عشرب ثلاثي العروق (الاسم العلمي:Exacum trinervium) هو نوع من النباتات يتبع جنس العشرب من الفصيلة الجنطيانية.